# Wally Lamb
Walter John Lamb (Norwich, 17 ottobre 1950) è uno scrittore statunitense.

## Biografia
Wally Lamb ha diretto il Writer Center alla Norwich Free Academy ed è stato docente di scrittura creativa presso il dipartimento di inglese dell'Università del Connecticut. 

## Opere
- (EN) Couldn't keep it to myself : testimonies from our imprisoned sisters, New York, ReganBooks, 2003, ISBN 006053429X, LCCN 2002036869.
- (EN) The hour I first believed : a novel, New York, HarperCollins Publishers, 2008, ISBN 9780060393496, LCCN 2008020752.
- (EN) We are water : a novel, New York, HarperCollins Publishers, 2013, ISBN 9780061941023, LCCN 2013431133.
- (IT) La notte e il giorno : romanzo, traduzione di Marcella Dallatorre, Milano, TEA, 2004, ISBN 88-502-0426-4.
- (IT) A sud delle nuvole : romanzo, traduzione di Marcella Dallatorre, Milano, TEA, 2001, ISBN 88-7818-965-0.

I romanzi She's Come Undone e I Know This Much Is True, sono stati selezionati per il programma tv di Oprah Winfrey Oprah's Book Club.
Dal romanzo I Know This Much Is True è stato tratto l'omonimo adattamento edito in Italia con il titolo: Un volto due destini - I Know This Much Is True, interpretato da Mark Ruffalo.